# Plasmodium ovale
Plasmodium ovale é uma espécie de parasita protozoário que provoca malária terçã em seres humanos. Tem uma relação próxima com o Plasmodium falciparum e Plasmodium vivax, os quais são os responsáveis pela maior parte dos casos de malária. É mais rara do que estas dois parasitas, sendo substancialmente menos perigoso do que o P. falciparum. Consistem em duas subespécies: P. ovale curtisi e P. ovale wallikeri.